# 宇田川妙子
宇田川 妙子（うだがわ たえこ、1960年-）は、日本の人類学者。国立民族学博物館名誉教授。

## 略歴
- 神奈川県出身。東京大学教養学部卒業。東京大学大学院社会学研究科修士課程修了。
- 東京大学大学院総合文化研究科博士課程単位取得退学後、同大学教養学部助手、中部大学国際関係学部講師及び助教授、金沢大学文学部助教授を歴任した。
- 2002年より国立民族学博物館にて准教授に着任。
- 2004年より民族社会研究部准教授
- 2017年より超域フィールド科学研究部准教授
- 2018年より同教授
- 2025年3月末もって、定年退官。名誉教授。

## 主な著作

### 単著
- 『城壁内からみるイタリア ジェンダーを問い直す』臨川書店、2015年。

### 編著
- 『多元的共生を求めて―「市民の社会」をつくる』東信堂、2009年。

### 共編著
- 本田洋、中村淳との共編『東アジアからの人類学：国家・開発・市民』風響社、2006年。
- 中谷文美との共編『ジェンダー人類学を読む：地域別・テーマ別基本文献レヴュー』世界思想社、2007年。
- 中谷文美との共編『仕事の人類学 ― 労働中心主義の向こうへ』世界思想社、2016年。
- 信田敏宏、白川千尋との共編『グローバル支援の人類学: 変貌するNGO・市民活動の現場から』昭和堂、2017年。